# All About It
All About It is een nummer uit 2015 van de Amerikaanse rapper Hoodie Allen, in samenwerking met de Britse singer-songwriter Ed Sheeran. Het is de vierde single van People Keep Talking, het debuutalbum van Hoodie Allen.
Het nummer was voornamelijk in het Duitse taalgebied succesvol. In de Amerikaanse Billboard Hot 100 flopte het echter met een 71e positie. In het Verenigd Koninkrijk en in Nederland werden geen hitlijsten behaald. In Vlaanderen bereikte het nummer de 8e positie in de Tipparade.